# Gerhard Winter (Philosoph)
Gerhard Winter (* 8. Juli 1928 in Crimmitschau; † 28. Februar 2011 in Gera) war ein deutscher marxistischer Philosoph. Er lehrte während der DDR-Zeit Marxismus-Leninismus an der Universität Greifswald.

## Leben
Gerhard Winter wurde in der Textilarbeiterstadt Crimmitschau geboren. Seine Eltern, Ewald und Gertrud Winter, waren beide Textilarbeiter und wohnten im großelterlichen Haus. Sein Großvater, Edmund Meisel, übte großen Einfluss auf Gerhard Winter aus. Der Großvater war Stadtrat in Crimmitschau und sozialdemokratischer Landtagsabgeordneter in Dresden. Im Stadtrat widmete er sich sozialen Aufgaben und hielt Verbindung zur Kirche.
Winter legte 1945 eine Notreifeprüfung ab. Ein langes Gespräch 1944 mit seinem Vater, der damals Soldat war, hatte ihn vor den „Fängern der SS“ gewarnt. Nach einem Sommeraufenthalt 1944 in einem Wehrertüchtigungslager in Österreich kam ihm der Gedanke, sich zu den Gebirgsjägern zu melden. Seine Überlegungen waren: 1. Es gibt im Hochgebirge keinen Kasernenhofdrill. 2. Das Klettern machte ihm viel Freude (er war sehr sportlich) und war bestimmt auch nach dem Krieg noch möglich. 3. Österreich ist weit von Crimmitschau entfernt. Die Einberufung im Januar 1945 erreichte ihn nicht mehr. In den letzten Kriegstagen versteckte er sich auf Dörfern.
Nach dem Kriegsende galt sein Vater als vermisst (und blieb es auch), die Mutter arbeitete als Textilarbeiterin. Winter lernte von 1945 bis 1948 Maurer und arbeitete anschließend in diesem Beruf. 1950 bewarb er sich als Neulehrer und wurde Schulamtsbewerber an einer Dorfschule in Frankenhausen bei Crimmitschau. Er legte im Fernstudium nacheinander die 1. und 2. Lehrerprüfung ab. Während eines Ferienlageraufenthaltes im Erzgebirge steckte er sich mit Kinderlähmung an und war anschließend vom 5. August bis 18. Dezember 1952 im Krankenhaus.
Am 24. Dezember 1952 heiratete Gerhard Winter Ingeborg Grahl. Das Ehepaar zog nach Zwickau, weil Gerhard Winter als stellvertretender Direktor dort eine neue Schule mit aufbauen sollte. 1954 wurde der Sohn Peter geboren, und nach dem Babyjahr arbeitete Ingeborg Winter von 1955 bis 1991 als Lehrerin. Gerhard Winter nahm wieder ein Fernstudium auf, diesmal als Fachlehrer für Deutsch und Geschichte an der Pädagogischen Hochschule Potsdam. Nach drei Jahren legte er 1957 sein Diplom in Potsdam ab.
Danach bewarb sich Winter als Direktstudent an der Humboldt-Universität zu Berlin. Dieses Studium beendete er vorzeitig als Dipl. phil. im Dezember 1960. Während seines Studiums interessierte er sich sehr stark für philosophische Probleme des Christentums. Seine Diplomarbeit Der sogenannte religiöse Sozialismus und seine sozialpolitische Funktion in der Weimarer Republik und im Bonner klerikal-militaristischen Regime legte er im November 1960 vor. Er führte in der Vorbereitungszeit Briefwechsel mit Erwin Eckert, Emil Fuchs, Bernhard Göring, Leonhard Ragaz, Joseph Rossaint und Klara Marie Faßbinder.
Im Januar 1961 erhielt Winter eine befristete Anstellung als wissenschaftlicher Assistent der Philosophischen Fakultät der Universität Greifswald. Er gehörte als Lehrbeauftragter auch der Theologischen Fakultät unter Dekan Hellmut Bandt an. In dieser Zeit von 1961 bis 1971 wurde 1963 die Pflegetochter Katrin in die Familie aufgenommen. Bei den Theologen las Winter in Vorlesungen und Seminaren über den Historischen Materialismus. 1967 legte er an der Berliner Universität seine Dissertation (Doktorvater: Wolfgang Heise) vor mit dem Thema Zur Geschichtsauffassung Paul Tillichs und wurde am 23. April 1967 mit magna cum laude zum Doktor der Philosophie promoviert.
Winter war an der Universität Greifswald auch in der Ausbildung von Theologiestudenten tätig. Er lehrte in diesem Rahmen Marxistische Philosophie und Geschichte der Arbeiterbewegung.
Von 1962 bis 1969 gehörte Winter als Mitglied dem Rat der Theologischen Fakultät der Universität Greifswald an. Er nahm an Symposien und Tagungen im In- und Ausland teil und trug seine Thesen auch in kirchlichen Einrichtungen vor. Er wurde dreimal als Aktivist der sozialistischen Arbeit ausgezeichnet und erhielt alle drei Stufen der Pestalozzi-Medaille für treue Dienste und weitere Auszeichnungen der DDR.
Am 1. Februar 1971 wurde er nach Bernburg versetzt und baute dort an der neugegründeten Hochschule für Landwirtschaft den Lehrstuhl Philosophie unter gleichzeitiger Berufung zum Hochschuldozenten auf. Am 1. September 1975 kehrte er nach Greifswald zurück und wurde als Dozent für „Dialektischen und Historischen Materialismus“ berufen.
Seit 1976 gehörte Winter dem Forschungskollektiv „wissenschaftlicher Atheismus“ an. Es stand unter der Leitung von Hans Lutter und Olof Klohr an der Pädagogischen Hochschule Güstrow. Aus dieser Zusammenarbeit entwickelte sich zwischen Lutter, Klohr und Winter eine lebenslange Freundschaft. Er korrespondierte in diesen Jahren mit Hanfried Müller.
In diesen Jahren fertigte Winter seine Habilitationsschrift Die Theologie Dietrich Bonhoeffers – ihre Rezeption und Rolle im Prozess der Hinwendung der Christen in der DDR zum Sozialismus an. Die 15 Thesen der Arbeit verteidigte er in Güstrow am 2. März 1982 mit dem Prädikat summa cum laude und erhielt den akademischen Grad doctor scientiae philosophiae (Dr. sc. phil.). Die „Dissertation B“ wurde als „Vertrauliche Dienstsache“ behandelt und nicht veröffentlicht.
Winter legte Wert darauf, die christlichen Gesprächspartner nicht zu säkularisieren, wollte umgekehrt aber auch nicht missioniert werden. Gelegentlich kam es zum Widerspruch zwischen seiner eigenen Meinung und der offiziell zu vertretenden Parteilinie. Er wurde deshalb staatlicherseits kritisiert, gemaßregelt und Einschränkungen unterworfen (Gegenpart an der Universität: Erhard Albrecht). Er übte selbst aber auch Kritik an einzelnen Dialogpartnern und ihren Thesen. So urteilte er sehr bestimmt: „Mir gefällt nach wie vor das Machovec-Buch ‚Jesus für Atheisten‘ überhaupt nicht. Ich halte das für ein Abgehen vom Marxismus.“
Am 23. Mai 1990 wurden durch die erste frei gewählte DDR-Regierung die Hochschullehrer für Marxismus-Leninismus abberufen. Mit der Auflösung der ML-Institute Ende 1990 und den Abberufungen für die noch vorhandenen Marxismus-Leninismus-Hochschullehrer ging Winter 1991 in den Ruhestand. Er zog mit seiner Frau nach Gera.
Winter sah nach der Wende und friedlichen Revolution eine Notwendigkeit, den Dialog zwischen Christen und Marxisten fortzusetzen. Das folgte für ihn aus der konkreten gesellschaftlichen Entwicklung des Kapitalismus, in der eine Vielzahl sozialer Probleme ungelöst sei, sich gesellschaftliche Widerstände verschärften und die Kluft zwischen arm und reich immer größer würde. Es lohne sich aber, für eine gerechtere Zukunft zu streiten und einzutreten.
Von Gera aus beteiligte er sich bis zum Jahr 2002 mit zahlreichen Beiträgen an den von seinem Freund Hans Lutter redigierten Berliner Dialog-Heften. Am 28. Februar 2011 ist Gerhard Winter verstorben.

## Beurteilung
Trutz Rendtorff beurteilte ihn kritisch: „Erstaunlicherweise wurde Bonhoeffer sogar als Bestätigung für die historische Rechtmäßigkeit des Aufbaus des Sozialismus in Anspruch genommen. Bei dem Greifswalder Marxisten Gerhard Winter, der in Bezug auf Bonhoeffer ein besonderes Sprachrohr der Partei war, lesen wir z. B. Sätze wie diese: ‚Heute führen Christen, welche sich dem humanistischen Erbe Dietrich Bonhoeffers verpflichtet fühlen, den Kampf dieses Mannes unter neuartigen Bedingungen mit gleicher Entschiedenheit fort.‘ ‚Bonhoeffers Kampf wird fortgeführt, wenn die christlichen Mitbürger, die wie alle anderen in der DDR Sicherheit und Geborgenheit finden, die auf Frieden und Entspannung und das Wohl des Volkes ausgerichtete Politik unseres Staates unterstützen.‘“

## Veröffentlichungen
- Zur Geschichtsauffassung Paul Tillichs, Diss. phil. Ost-Berlin 1967 (http://d-nb.info/482162767).
- Dietrich Bonhoeffer – Kämpfer gegen Krieg und Faschismus. In: Beiträge zur Geschichte der Humboldt-Universität zu Berlin. Nr. 5. Berlin 1981, S. 9–26 (http://d-nb.info/208984755).
- Soeben habe ich nachgezählt. In: Aus Kirche und Welt. Festschrift zum 80. Geburtstag von Hanfried Müller, herausgegeben von Dieter Kraft zum 4. November 2005. Limitierte Auflage. Tiede, Druckerei Well, Berlin 2006, ISBN 3-00-018328-0, S. 22–27 (PDF; 85 kB).
- Geschichten zur Geschichte oder Wie der Zufall so spielt. Unvollendetes Manuskript (1978–2010), herausgegeben durch die Witwe Ingeborg Winter, Bern: Verlag Maxi Kutschera 2014 (http://d-nb.info/1050809416).

### Beiträge inForschungsberichte und Beiträge
des Forschungskollektivs „Wissenschaftlicher Atheismus“ der Pädagogischen Hochschule „Liselotte Herrmann“, Güstrow
- Heft 3/9/76: Zur Rolle ethischer Auffassungen Dietrich Bonhoeffers im ideologischen Klassenkampf. Thesen (3 Seiten)
- Heft 9/9/77: Zur Rolle ethischer Auffassungen Dietrich Bonhoeffers im ideologischen Klassenkampf (9 Seiten)
- Heft 13/05/78: Die Theologie Dietrich Bonhoeffers in der ersten Periode seines Schaffens (1927 – 1931/32). Vorwort von Hans Lutter (62 Seiten)
- Heft 19/01/80: Das Kirchenverständnis in den evangelischen Kirchen der DDR (17 Seiten) (PDF; 119 kB)
- Heft 22/07/80: Aktuelle Aspekte des Wirkens Dietrich Bonhoeffers im „Weltbund für internationale Freundschaftsarbeit der Kirchen“. Thesen (3 Seiten)
- Heft 26/03/81: Aktuelle Aspekte des Wirkens Dietrich Bonhoeffers im „Weltbund für internationale Freundschaftsarbeit der Kirchen“ (8 Seiten)
- Heft 29/03/82: (20 Seiten) Die Theologie Dietrich Bonhoeffers – ihre Rezeption und Rolle im Prozeß der Hinwendung der Christen in der DDR zum Sozialismus. Thesen zur Dissertation II (PDF; 101 kB)
- Heft 36/83: Krise der Religion – ein Beitrag zur Diskussion (16 Seiten, PDF; 118 kB)
- Heft 52/87: Perspektiven und Perspektivlosigkeit der Religion. Ein Beitrag zur marxistisch-leninistischen Theorie von der Überwindung der Religion. Geleitwort von Hans Lutter (68 Seiten)
- Heft 54/87: Evangelische Theologie in der DDR zur Zukunft von Religion und Kirche in der sozialistischen Gesellschaft – eine kritische Analyse (26 Seiten, zusammen mit Hans Lutter)
- Heft 58/88: Zur Rezeption des Darmstädter Wortes in den evangelischen Kirchen der DDR. Thesen (1 Seite)
- Heft 60/88: Bemerkungen zum Wandlungsprozeß evangelischer Theologie (6 Seiten)
- Heft 63/89: Religion in den Wechselbeziehungen von Politik und Weltanschauung. Ein Essay (38 Seiten) (PDF; 233 kB)
- Sonderheft 89: Zur Rezeption des Darmstädter Wortes in den evangelischen Kirchen der DDR (6 Seiten)

### Beiträge inBerliner Dialog-Hefte
begründet im Dezember 1990, weitergeführt ab 2001 bis 2004 als Neue Dialog-Hefte; Herausgeber: „Gesellschaft zur Förderung des christlich-marxistischen Dialogs e.V.“, Redaktion: Hans Lutter.
- Heft 1/1990 (1): Philosophie – Religion – Dialog
- Heft 5/1991 (6): Anmerkungen zu den Anmerkungen Ernst Nagels
- Heft 2/1993 (12): Früchte der Begegnung eines Marxisten mit der Theologie Dietrich Bonhoeffers
- Heft 1/1994 (16): Entwicklung des Sozialismus von der Wissenschaft zur Utopie?
- Heft 2/1994 (17): Rez.: Günther Heydemann/Lothar Kettenacker (Hg.): Kirchen in der Diktatur. Drittes Reich und SED-Staat. Fünfzehn Beiträge. Göttingen, Vandenhoeck & Ruprecht 1993
- Heft 3/1994 (18): Mein Kommentar: (Deutsche und ihre Staatsgrenzen)
- Sonderheft 1995 (25): Transzendenz und Moral
- Heft 2/1996 (27): Beiträge zur Diskussion über „Die unbekannten Klassiker – Marx und Engels in der DDR“ von Wolfgang Leonhard (zusammen mit Hans Steußloff, Erhard Weckesser, Ernst Luther, Hans Luft); Rez.: Lothar Wenzel, Sozialismus aus christlichem Gewissen bei Georg Wünsch (1887–1964). Europäische Hochschulschriften, Reihe XXII Theologie, Bd. 543. Frankfurt/M-Berlin-Bern-New York-Paris-Wien. Peter Lang, Europäischer Verlag der Wissenschaften 1995
- Heft 1/1997 (30): Rez.: Horst Gienke: Dome, Dörfer, Dornenwege. Lebensbericht eines Altbischofs. Rostock, Hinstorff Verlag GmbH 1996
- Heft 2/1997 (31): Mein Kommentar: Marxismus
- Sonderheft 1998 (37) Ehrenkolloquium anläßlich des 70. Geburtstages von Hans Lutter: Laudatio (http://d-nb.info/954836413)
- Heft 4/1998 (38): Rez.: Friedrich-Martin Balzer/Christian Stappenbeck (Hg.): Sie haben das Recht zur Revolution bejaht. Christen in der DDR. Ein Beitrag zu 50 Jahre „Darmstädter Wort“. Pahl-Rugenstein Verlag Nachf. GmbH 1997
- Heft 2/1999 (40): Rez.: Simone Thiede: Der Dialog zwischen Religionen und säkularen Weltanschauungen. Dargestellt am Beispiel des christlich-marxistischen Dialogs in der DDR. Frankfurt a. M., Europäischer Verlag der Wissenschaften 1999
- Heft 1/2001 (47): Freiheit, die ich meine
- Heft 2/2002 (52): Medien und Macht